# 1795
| 1795                        |
| --------------------------- |
| Dødsfald - Fødsler          |
| • Begivenheder • Litteratur |

| Gregoriansk kalender | 1795 MDCCXCV            |
| Ab urbe condita      | 2548                    |
| Armensk kalender     | 1244 ԹՎ ՌՄԽԴ            |
| Kinesiske kalender   | 4491 – 4492 甲寅 – 乙卯 |
| Etiopisk kalender    | 1787 – 1788             |
| Jødisk kalender      | 5555 – 5556             |
| Hindukalendere       |                         |
| - Vikram Samvat      | 1850 – 1851             |
| - Shaka Samvat       | 1717 – 1718             |
| - Kali Yuga          | 4896 – 4897             |
| Iransk kalender      | 1173 – 1174             |
| Islamisk kalender    | 1210 – 1211             |

Konge i Danmark: Christian 7. 1766-1808
Se også 1795 (tal)

## Begivenheder

### Udateret
- Frankrig beslutter at gå over til metersystemet

### Februar
- 10. februar - Borgmester Lucas Arff og byrådet i Køge beslutter, at det efterhånden stærkt forfaldne rådhus skal istandsættes. Først i 1803 går ombygningen dog i gang, og det ombyggede rådhus står færdigt i august 1804

### Marts
- 29. marts – Ludwig van Beethoven debuterer som 24-årig som pianist i Wien

### Juni
- 5. juni – Københavns brand bryder ud

### September
- 16. september - England erobrer Cape Town i Sydafrika

### Oktober
- 1. oktober – Det område, som i dag er Belgien, bliver en del af den franske republik.
- 24. oktober – Ved Polens tredje deling udryddes Polen af Preussen, Rusland og Østrig

### November
- 25. november - Polens deling: Stanisław August Poniatowski af Polen, den sidste konge i det uafhængige Polen, tvinges til at abdicere og drager i eksil i Rusland

## Født
- 2. november – James Knox Polk, USA's 11. præsident fra 1845. I han embedsperiode bliver Californien og New Mexico lagt ind under amerikansk territorium. Han dør i 1849.

## Dødsfald
- 11. februar – Carl Michael Bellman, svensk digter og visesanger. 55 år.
- 19. maj – James Boswell, advokat, forfatter og Dr. Johnsons biograf. 54 år.
- 24. august – François-André Danican Philidor, fransk komponist og sin tids største skakspiller, dør i landflygtighed i London. 68 år.
- 19. december – Tyge Rothe, dansk forfatter og historiker (født 1731).